# Skarn
Skarn je star švedski rudarski izraz za silikatno jalovino (amfibol, piroksen, granat itd.) v nekaterih železovih rudah in sulfidnih skladih iz arhaika, predvsem tisto, ki je nastala iz apnenca in dolomita. Izraz skarn se je kasneje razširil na kalcitne silikate iz vseh geoloških obdobij, ki so nastali iz skoraj čistega apnenca ali dolomita v uvedbo velike količine silicija, aluminija, železa in magnezija.
Skarni so najpogosteje zeleni ali rdeči, včasih tudi sivi, črni, rjavi ali beli. 

## Petrologija in vrste skarnov
Skarni v naširšem smislu so nastali s prenosom snovi in kemijskimi reakcijami med sosednjimi kamninami in niso nujno magmatskega porekla. Dva sosednja sedimentna sklada, kakršna sta na primer pasasta železova ruda in apnenec, lahko med metamorfizmom med seboj reagirata in izmenjata kovine in tekočine, pri čemer nastane skarn.
Izraz skarn se najpogosteje uporablja za opis metasomatiziranih področij kamnin, ki mejijo na granite. Skarni, ki so nastali v reakcijah med  metamorfno-sedimentnimi skladi, se imenujejo tudi kemični skarni ali skarnoidi. Skarne je treba razlikovati od kalcitno-silikatnih rožencev (rogoličnikov).
Skarni magmatskega izvora se razvrščajo v eksoskarne in endoskarne. Eksoskarni se pojavljajo na in ob granitih iz katerih so nastali in so produkt njihovega preperevanja. Endoskarni, vključno z grajzni, so nastali v sami granitni masi, po navadi kasneje z intruzivno umestitvijo in se pojavljajo v prečnih žilah, ohlajenih razpokah in na robovih najbolj zgornjih delov granitov.
Za skarne značilni minerali so piroksen, granat, idokraz, volastonit, aktinolit, magnetit ali hematit in epidot. Ker so skarni nastali iz silikatnih tekočin, bogatih z nezdružljivimi elemeti, se v njih najdejo tudi številni neobičajni minerali, na primer turmalin, topaz, beril, korund, fluorit, apatit, barit, stroncianit, tantalit, anglezit in drugi. Na obrobnih področjih se pogosto najdejo tudi feldspatoidi in redki kalcitni silikati, na primer skapolit. 

## Nastanek
Skarni so razred kalcitno-silikatnih kamnin, tesno povezanih z granitnimi intruzijami, ki so po navadi sedimentno-metamorfnega izvora (tip S). Skarni, povezani z graniti iz Zemljinega plašča (tip M) in graniti magmatskega izvora (tip I), so zaradi njihove značilne kemije redki.
Eksoskarni nastanejo, če se tekočine, ki ostanejo po kristalizaciji granita, iztisnejo iz nastale mase. Če te tekočine pridejo v stik z reaktivnimi kamninami, po navadi s karbonati, na primer z  apnencem in dolomitom, tekočina z njima reagira in povzroči preperevanje (metasomatizem). Ker omenjene tekočine vsebujejo raztopljen silicij, železo in druge kovine, halogenide in žveplo, je nastala kamnina zelo zapletena kombinacija mineralov, bogatih s kalcijem, magnezijem in karbonati.
Neobičajni tipi skarnov so nastali v stiku s sulfidnimi ali karbonatnimi kamninami kakršni so na primer črni skrilavci, grafitni skrilavci, pasaste železove tvorbe, včasih tudi sol ali evaporiti. V teh primerih so tekočine zaradi oskidacijskega redoks potenciala nosilnih kamnin reagirale z izmenjavo ionov. 
Endoskarni so na splošno  redkejši, ker so tekočine, ki so nastale iz granita, po navadi v kemijskem ravnotežju z minerali granita. Izgleda, da so endoskarni nastali iz granitov, ki so že pred tem izgubili bolj razredčene vodne raztopine. Z vrenjem izločene tekočine so z izparevanjem nastale zelo slane raztopine, bogate z nezdružljivimi elementi, in hlapne plinaste faze. 

## Rudni skladi
Skarni so pogosto gostitelji bakrovih, svinčevih, cinkovih, železovih, molibdenovih , kositrovih, volframovih in zlatonosnih rud. Med pomembnejše rudnike spadajo:
- Pine Creek Mine, (Kalifornija, ZDA) - volfram,
- Ok Tedi, Papua Nova Gvineja - zlato in baker,
- Avebury Mine (Zeehan, Tasmanija) - nikelj.

## Vir
- Evans, A.M., Ore Geology and Industrial Minerals: An Introduction. 3. izdaja (1993).  Blackwell Publishing ISBN 0632029536.
- Einaudi M.T., Burt D.M., 1982. Introduction, terminology, classification and composition of skarn deposits. Economic Geology, 77, str. 745-754.
- Reinsch. D.: Natursteinkunde. Eine Einführung für Bauingenieure, Architekten, Denkmalpfleger und Steinmetze. Enke, Stuttgart 1991, ISBN 3-432-99461-3.
- Vinx, R.: Gesteinsbestimmung im Gelände. 2. izdaja. 2008, Springer-Verlag Heidelberg 2008. ISBN 978-3-8274-1925-5.